# Agostino Carracci

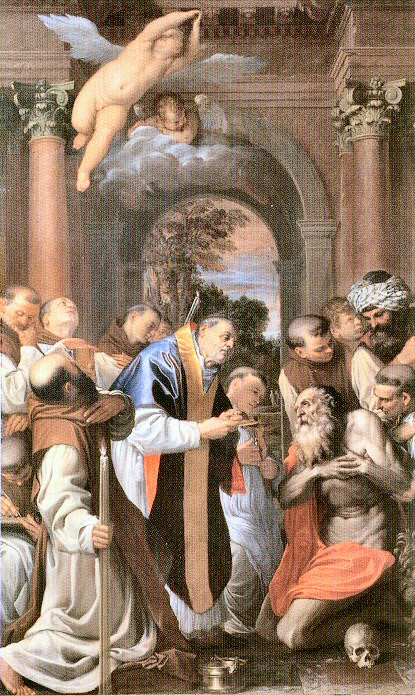
Agostino Carracci: Den helige Hieronymus sista nattvard (omkring 1592). Pinacoteca Nazionale, Bologna.

Agostino Carracci, född 16 augusti 1557 i Bologna, död 22 mars 1602 i Parma, var en italiensk målare under barocken. Han var äldre bror till Annibale Carracci och yngre kusin till Ludovico Carracci.

## Liv och verk
Agostino Carracci gick i lära hos sin kusin Ludovico Carracci. Han lämnade väsentliga bidrag till den skolbildande Accademia dei Desiderosi (”De strävsammas akademi”) i Bologna som frigjorde sig från de senmanieristiska tendenserna och blev centrum för det nya barockmåleriet.
Tillsammans med sin bror Annibale reste Agostino på 1580-talet till Parma och den frihetliga republiken Venedigs huvudstad. 1597 följdes de åt till Rom, där Agostino assisterade sin bror i Palazzo Farnese, men tre år senare flyttade Agostino till Parma för gott. Vid sidan av vägg- och takmålningar skapade Agostino Carracci en rad målningar på duk samt utmärkta kopparstick. Hans främsta verk är Den helige Hieronymus sista nattvard.
Agostino Carracci ansågs länge ha producerat en serie erotiska kopparstick av mytologiska figurer upptagna av sex, en serie som blev mer allmänt bekant när den återutgavs i det ännu revolutionära och  libertinskt antiklerikala Paris 1798. Den skulle förknippa honom med renässansförfattaren Pietro Aretinos frispråkiga dikter och Marcantonio Raimondis kopparstick i deras svartlistade bok I Modi (1527). En sentida forskare  har dock kunnat visa att de erotiska kopparsticken sannolikt har utförts av konstnären Camillo Procaccini efter teckningar av Carracci. Bilderna påminner för övrigt mycket om Raimondis originalbilder. Carracci är representerad vid bland annat Nationalmuseum.

### Fotnoter
1. 1 2  Ellis Waterhouse, Italian Baroque Painting, Phaidon Press, 1962, s. 85.[källa från Wikidata]
2. ↑  RKDartists, RKDartists-ID: 15557, läst: 23 augusti 2017.[källa från Wikidata]
3. ↑  Agostino Carracci, Benezit Dictionary of Artists (på engelska), Oxford University Press, 2006 och 2011, ISBN 978-0-19-977378-7, Benezit-ID: B00032648.[källa från Wikidata]
4. ↑  SNAC, SNAC Ark-ID: w6990xtn, läs online, läst: 9 oktober 2017.[källa från Wikidata]
5. 1 2  BeWeB, BeWeB person-ID: 1556, läst: 14 februari 2021.[källa från Wikidata]
6. 1 2  abART, abART person-ID: 28978, läst: 1 april 2021.[källa från Wikidata]
7. ↑  Union List of Artist Names, 2 mars 2019, ULAN: 500115349, läs online, läst: 22 maj 2021.[källa från Wikidata]
8. ↑  1798 års mytologiskt färgade utgåva av I Modi.
9. ↑  Francis Haskell (1981)
10. ↑  Nationalmuseum